# Condado de Fountain
O Condado de Fountain é um dos 92 condados do estado americano de Indiana. A sede do condado é Covington, e sua maior cidade é Covington. O condado possui uma área de 1 031 km² (dos quais 6 km² estão cobertos por água), uma população de 17 240 habitantes, e uma densidade populacional de 17 hab/km² (segundo o censo nacional de 2010). O condado foi fundado em 1826.